# Jan Leopold Hay
Jan Leopold rytíř z Haye (něm. Johann Leopold Ritter von Hay, pokřtěn Johann Georg Siegfried); 22. duben 1735 Fulnek – 1. červen 1794 Chrast) byl královéhradecký biskup, svobodný zednář a představitel katolického osvícenství v českých zemích.

## Život

### Počátky kariéry
Po studiích filosofie a teologie v Olomouci byl 23. září 1758 vysvěcen na kněze. Pak působil jako sekretář a ceremonář olomouckého biskupa Leopolda Egkha i jeho nástupce Maxmiliána Hamiltona. Díky jeho přízni se stal roku 1770 děkanem kapituly v Kroměříži. Byl i vtipným společníkem malého Mozarta během jeho nemoci v Olomouci, kdy s ním hrával karty.
Prostřednictvím svých rodinných konexí (jeho švagrem byl Josef Sonnenfels) se roku 1775 stal i proboštem kapituly v Mikulově a byl povýšen do šlechtického stavu. V Mikulově se dostal do kontaktu s osvícenským reformním katolicismem, a proto byl roku 1777 císařovnou Marií Terezií jmenován do vyšší dvorské komise, která se měla zabývat uklidněním valašského povstání (1777–1781). Hay na Valašsku působil během povstání několikrát, zřizoval katolické fary a kaplanky, rozdával katolické knihy, a snažil se (nepříliš úspěšně) uklidnit lidové povstání, jehož příčinami byl tajný protestantismus obyvatelstva a jeho sociální útlak.

### Biskupem královéhradeckým (1780–1794)
Císařovna jej proto jmenovala 29. července 1780 biskupem královéhradeckým, což bylo 11. prosince 1780 schváleno papežem Piem VI. Biskupské svěcení přijal 11. března 1781 ve Vídni od tamního arcibiskupa Migazziho. Jako biskup podporoval rozšíření tolerančního patentu, Josef II. jej jmenoval roku 1782 komisařem pro rozšíření patentu ve východních Čechách. Hay vydal na podporu náboženské tolerance svůj slavný Okružní list z 20. listopadu 1781.
Královéhradecká diecéze získala roku 1783 při změně hranic diecézí 141 far z arcidiecéze pražské. Roku 1786 vysvětil Hay na kněze Josefa Dobrovského, s nímž byl v přátelských vztazích.
V roce 1787 postavil Hay kněžský diecézní dům, o rok později se zasloužil o založení minoritského kláštera v Hradci Králové.